# Claus Dietrich von Sperreuth
Claus Dietrich Freiherr von Sperreuther, auch Sperreuter oder Sperreuth geschrieben (* um 1600 in Walsrode; † 9./20. Januar 1653 in Innsbruck) war ein Feldherr während des Dreißigjährigen Krieges und diente auf verschiedenen Seiten.

## Familie und Jugend
Claus Dietrich von Sperreuther wurde 1600 bürgerlich geboren als Nicolaus (Claus) Dietrichs, Sohn des Amtmanns Carl Dietrichs vom Kloster Walsrode im Fürstentum Braunschweig-Lüneburg. Das Geburtsjahr 1600 errechnet sich aus seiner eigenen Angabe, dass er mit 18 Jahren im Jahre 1618 in den Böhmisch-Pfälzischen Krieg zog („Bin ich an(no) 1618 von 18 jahren in dem Boheimischen Krieg under ritmeister her Freytag vor ein reuter mit 2 pferden kommen, …“). Sperreuther heiratete erst 1633 in den alten fränkischen Adel ein. Seine Ehefrau Anna Catharina von Lendersheim (Lentersheim) war die Tochter Georg Friedrichs von Lendersheim (Lentersheim) auf Alten- und Neuen-Muhr (1588–1654), Brandenburgisch-Ansbacher und der Landschaft Geheimer Rat, Oberhofmarschall sowie Oberamtmann zu Cadolzburg, ab 1639 von Schwabach.

## Militärische Laufbahn
Sperreuther nahm 1618, mit 18 Jahren, als einfacher Reiter mit zwei Pferden unter dem Rittmeister Freytag (Freitag) am Böhmisch-Pfälzischen Krieg teil und trat danach in lüneburgische Dienste, ehe er 1621 in den dänischen Kriegsdienst wechselte. Danach diente er unter Ernst von Mansfeld. Im Jahr 1623 wechselte er in die schwedische Armee ein und agierte ab 1624 unter dem schwedischen Feldmarschall Wrangel in Livland, Polen und Preußen. Im Juli 1627 konnte er in einem Gefecht eine weit überlegene polnische Husarenabteilung besiegen, die Anlass für die Verleihung des Namens Sperreuter an ihn war. Sperreuther nahm 1628 im Rang eines Majors am Feldzug gegen Polen teil und wurde 1631 zum Obrist ernannt. Als solcher nahm er an der Schlacht an der Alten Veste bei Zirndorf im Jahr 1632 teil. Zeitweise stand er unter dem Befehl von Bernhard von Sachsen-Weimar.
König Gustav Adolf I. von Schweden befahl ihm 1632 im Stift Ellwangen und in der Reichsstadt Dinkelsbühl Sammel- und Musterungsplätze einzurichten. Außerdem sollte er Teile von Schwaben und Franken militärisch besetzen. Ihm wurde 1633 die Willibaldsburg bei Eichstätt übertragen. Als Begleichung der Schulden, die Schweden bei dem Kriegsunternehmer Sperreuther hatte, wurde ihm ein Besitz im Wert der ausstehenden 100.000 Taler mit der Stadt Wemding und Besitz des Klosters Kirchheim übertragen. Sein Versuch, das Land zu diesem Wert an den Grafen von Hohenlohe zu veräußern, scheiterte jedoch. Militärisch war er unter anderem Johann von Werth nicht gewachsen. Er war auch an der Niederlage von Nördlingen beteiligt. Außerdem ging Eichstätt verloren. Anschließend kommandierte er 1635 kurze Zeit die schwedische Armee in Westfalen. Als Mecklenburg 1635 den Frieden von Prag akzeptierte, schied er aus den schwedischen Diensten aus.
Danach diente er erneut in Lüneburger, dann in hessischen und schließlich in kaiserlichen Diensten. Er stand dabei im Rang eines Generalmajors. Im Jahr 1636 wurde er zum Generalwachtmeister ernannt. In der Schlacht bei Rheinfelden 1638 geriet er in die Gefangenschaft von Bernhard von Weimar. Er nahm 1642 an der zweiten Schlacht von Breitenfeld teil. Seit 1646 stand er in venezianischen Diensten. Zuletzt kehrte er in die kaiserlichen Dienste zurück und war Statthalter im habsburgischen Vorderösterreich in Freiburg im Breisgau. Er war vom Kaiser auch in den Reichsfreiherrenstand erhoben worden.

## Rezeption
Der Münchner Dramaturg Ludwig Stark lässt Sperreuther in seinem 1897 uraufgeführten historischen Festspiel als Schlüsselfigur auftreten. Das Schauspiel thematisiert die gewaltlose Übergabe der Reichsstadt Dinkelsbühl an den schwedischen Obristen Claus Dietrich Freiherr von Sperreuther am 11. Mai 1632. Bei der Dinkelsbühler Kinderzeche wird das Festspiel bis heute jedes Jahr im Juli aufgeführt.
Theodor Fontane beschrieb den Verrat Sperreuthers und Übertritt mit den Sperreutherischen Regiment zu den Kaiserlichen Truppen im Jahre 1636 in den Wanderungen durch die Mark Brandenburg.